# Lust
För andra betydelser, se Lust (olika betydelser).
Lust är en känsla som präglas av en stark längtan efter, och uppfyllandet av, något som ger stor tillfredsställelse. Lust är förknippad med kroppslig njutning, även inkluderande intellektuell stimulans.

## Sexlust
I dagligt tal avses med lust ofta sexlust (sexuell lust), en stark längtan efter sexuell njutning. Olika personer har olika mycket sexlust, och sexlusten kan även triggas genom njutning (responsiv lust). Sexlusten kan också förändras under livet och påverkas av olika yttre och inre faktorer. Vad som påverkar en människas sexlust och hur mycket den påverkas är individuellt. Testosteron är det hormon som rent medicinskt styr den mänskliga sexlusten, oavsett personens kön.
Det är vanligt att känna starkare sexlust när man är nyförälskad, extra avslappnad, har det bra och mår bra. En del människor riktar sin sexlust mest mot sig själva, andra riktar den tydligt gentemot en enda person, och ytterligare andra känner lust till flera personer. Att koppla sin sexlust till en person man är förälskad i är vanligt men det är också vanligt att känna sexlust ihop med människor man inte är förälskad i. Ofta finns det starka normer för hur sexlust får kännas, kopplat till exempelvis religion, kön, ålder, situation, samhällsstatus. Det finns också ofta normer och tabun kring vad som får väcka sexlusten.

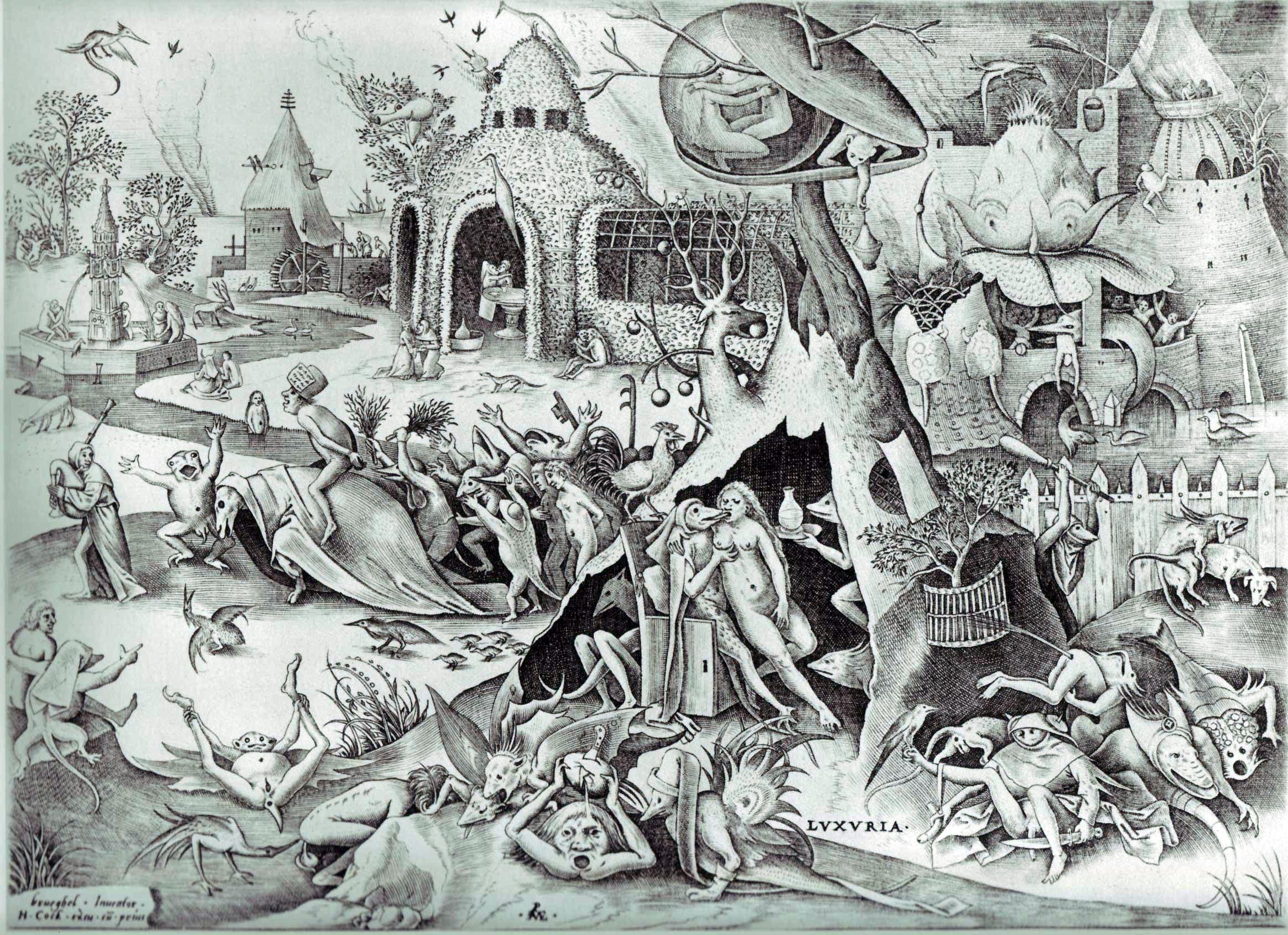
Pieter Bruegel d.ä.: Luxuria. Kopparstick.

## Vällust
Vällust är en överdriven strävan efter njutning, främst sexuella njutningar. Enligt katolska kyrkans tradition betraktas ett liv i omättligt sökande efter vällust (lat. luxuria) som en dödssynd, även kallad otukt.
Om man hänger sig åt denna dödssynd skulle man i helvetet bli insmord i eld och svavel. Den av de sju dygderna som är motsatsen till vällust är kyskhet.